# George Byng (Politiker, 1764)

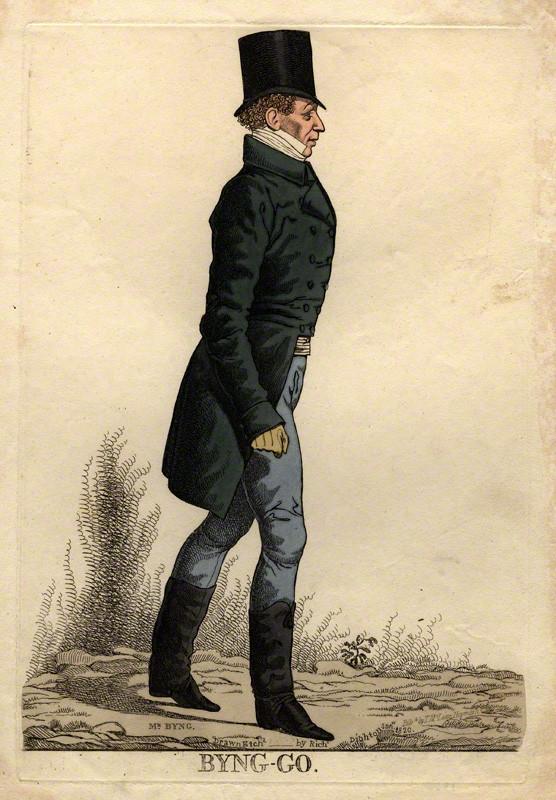
George Byng (Karikatur „Byng-Go“ von Richard Dighton, 1820)

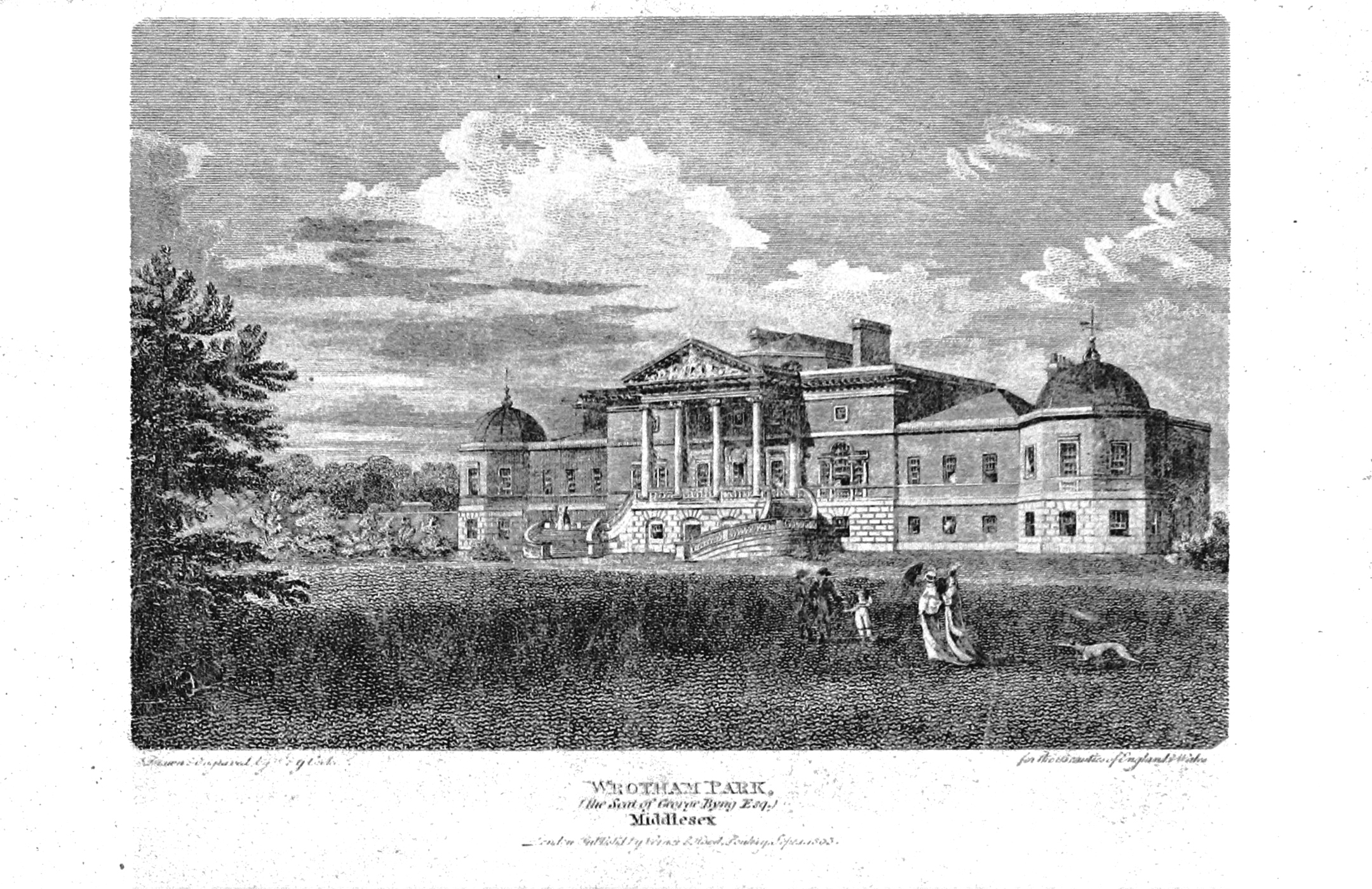
Wrotham Park (um 1820)

George Byng DL JP (* 17. Mai 1764; † 10. Januar 1847) war ein britischer Whig-Politiker und Parlamentarier.

## Herkunft
George Byng aus Wrotham Park in Hertfordshire war der Sohn von George Byng († 1789) und ein Enkel des Hon. Robert Byng, dem dritten Sohn von Admiral George Byng, 1. Viscount Torrington. Seine Mutter war Anne Byng, die Tochter des Privy Council of Ireland William James Conolly († 1754). John Byng, 1. Earl of Strafford, war sein jüngerer Bruder.

## Leben
Er besuchte von 1773 bis 1780 die angesehene Westminster School und studierte ab 1780 Mathematik an der Universität Göttingen bei Georg Christoph Lichtenberg. In Göttingen war er mit Piter Poel befreundet und wurde wie dieser Mitglied des einflussreichen Studentenordens ZN. Nach Poels consilium abeundi wegen eines Duells reisten beide gemeinsam Ostern 1781 für den Sommer nach Lübeck und auf das Familiengut Zierow zu Poels Schwester Magdalena Pauli.
Byng erbte 1789 von seinem Vater Wrotham Park und wurde 1790 Member of Parliament, kurzzeitig für Newport, dann im gleichen Jahr noch für Middlesex. Diesen Parlamentssitz behielt er bis zu seinem Tod 57 Jahre später. In seinen frühen Jahren als Politiker war er ein Weggefährte des Abgeordneten Charles James Fox. Zwischen 1832 und 1847 war er der Alterspräsident des Unterhauses. Ihm wurde die Nobilitierung angeboten, um die Whig-Mehrheit im House of Lords vor dem 1832 Reform Act zu verstärken, aber er lehnte diese ab. Byng war Deputy Lieutenant und Justice of the Peace für Middlesex. Er ist als Kunstsammler des Regency bekannt.
Er heiratete Harriet Montgomery; die Ehe blieb kinderlos. Wrothham Park ging 1847 im Erbgang an seinen jüngeren Bruder, den General John Byng, 1. Earl of Strafford und befindet sich heute noch im Familienbesitz.